# Willem Maat
Wilhelmus Franciscus Frederik (Willem) Maat (8 november 1940) is een Nederlands voormalig politicus van de KVP.
Hij komt uit Noord-Brabant en is afgestudeerd in de rechten. Maat was werkzaam als de gemeentesecretaris van Best voor hij in 1972 benoemd werd tot burgemeester van Hoogwoud. In augustus 1974 verscheen een stuk in Het Parool over problemen die Maat had met zowel wethouders als andere gemeenteraadsleden. Bijna drie jaar later kwam hij landelijk in het nieuws omdat een wethouder tegen hem als burgemeester een kort geding had aangespannen. Maat won het kort geding en de wethouder werd afgezet. Bij de gemeentelijke herindeling in West-Friesland in 1979 fuseerde Hoogwoud met de gemeente Opmeer, waarmee zijn functie kwam te vervallen.